# Atychodracon

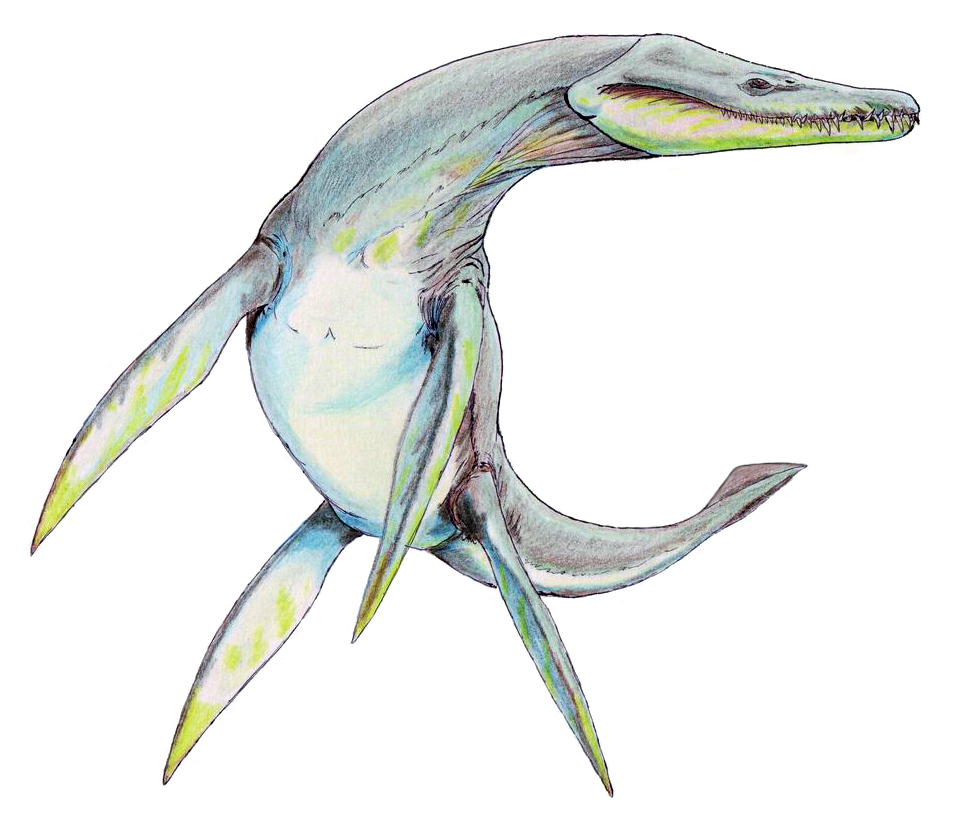
Atychodracoon

Atychodracon megacephalus is een lid van de Plesiosauria dat tijdens de vroege Jura leefde in het gebied van het huidige Engeland.

## Naamgeving
In een kalksteengroeve bij Street-on-the-Fosse, veertien kilometer ten noordoosten gelegen van Street in Somerset, werd het skelet gevonden van een plesiosauriër. Het werd verworven door het Bristol Institution for the Advancement of Science and Art en als een half geprepareerde steenplaat ingelijst tentoongesteld. In januari 1846 werd het door de conservator van dat instituut, de geoloog Samuel Stutchbury, benoemd en beschreven als een soort van Plesiosaurus: Plesiosaurus megacephalus. De soortaanduiding betekent "de grootkop" naar het Grieks megas, "groot", en kephalè, "hoofd". De kop was opvallend groot in vergelijking met andere toen bekende plesiosauriërs.

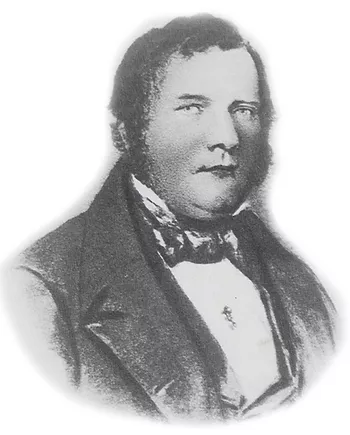
Stutchbury

In 1889 hernoemde Richard Lydekker de soort in een Thaumatosaurus megacephalus. In 1922 hernoemde Charles William Andrews die weer in een Eurycleidus megacephalus, een naam die weinig populair was. Lydekker had de soort in Thaumatosaurus geplaatst om het geslacht Rhomaleosaurus van Harry Govier Seeley te vermijden, hoewel hij besefte dat het hetzelfde taxon betrof. In 1994 hernoemde Arthur Cruickshank de soort daarom in een Rhomaleosaurus megacephalus.
In het begin van de eenentwintigste eeuw kwam Adam Stuart Smith tot de conclusie dat de verscheidenheid van de rhomaleosauriden groter was dan eerst vermoed en het dus raadzaam leek meer geslachten te onderscheiden. Hij benoemde in 2015 een apart geslacht Atychodracon, van het Grieks atychis, "onfortuinlijk" en drakoon, "draak". De geslachtsnaam verwijst naar het verloren gaan op 24 november 1940 van het holotype dat samen met nog eens zeventienduizend specimina ten gronde ging toen de natuurhistorische afdeling van het Bristol Museum & Art Gallery na een Duitse bomtreffer volledig door brand verwoest werd. De typesoort is Plesiosaurus megacephalus, de combinatio nova is Atychodracon megacephalus.
Het holotype, BRSMG Cb 2335, is vermoedelijk gevonden in een laag van de Blue Lias die dateert uit het vroege Hettangien. Het bestaat uit een skelet met schedel. Bijna heel het skelet is in anatomisch verband bewaard op het puntje van de staart na en de uiteinden van de linkervinnen. Het skelet is op de onderzijde te bezien.

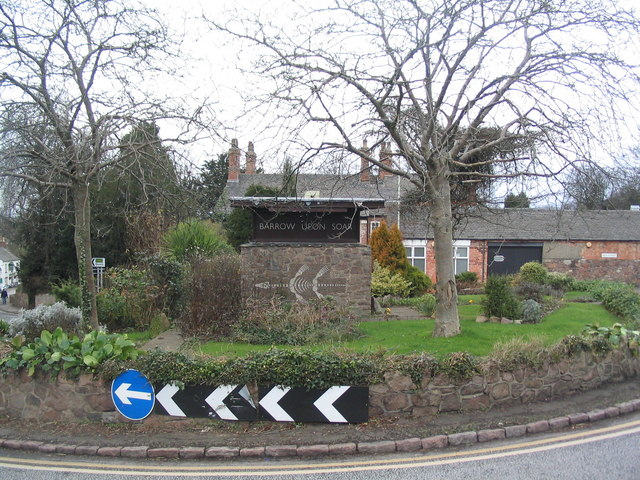
Zelfs een monument opgericht ter nagedachtenis van de kroning van Elisabeth II van Engeland draagt de Kipper als symbool

Cruickshank koos een vervangend specimen, LEICS G221.1851, als neotype maar Smith wees erop dat dit overbodig is als het verloren holotype voldoende onderscheidende illustraties en afgietsels bezit, conform artikel 51.1 ICZN. Dit nu, was volgens hem zeker het geval. De beschrijving door Stutchbury was al uitstekend geweest maar het stuk was in 1881 nog eens in detail beschreven door William Johnson Sollas. In 1948 had William Elgin Swinton al het fotomateriaal dat het museum nog bezat gepubliceerd. Daarnaast waren er drie afgietsels van hoge kwaliteit: NHMUK R1309/1310 in het Natural History Museum te Londen, TCD.47762a+b in het Geology Museum van het Trinity College te Dublin en BGS GSM 118410 bij de British Geological Survey, te Keyworth in Nottingham.
LEICS G221.1851 was in Smith's optiek dus gewoon een toegewezen specimen. Het was rond 1850 geborgen door William Lee bij Barrow upon Soar in Leicestershire en in 1851 verworven door het New Walk Museum. Het had als bijnaam The Barrow Kipper en bestaat uit een skelet met schedel, opnieuw vrijwel compleet. Een kipper is een gerookte haring. De Kipper is de enige attractie in Barrow en is symbool geworden voor het plaatsje. Het specimen is het belangrijkste materiaal aan de hand waarvan Atychodracoon bestudeerd kan worden. Het hangt aan de wand van het museum, alleen is de schedel vervangen door een afgietsel; de authentieke kop is zichtbaar in een glazen vitrine verzonken in de vloer. Doordat het museum wegens geldgebrek geen conservator meer in dienst heeft, is het niet mogelijk het fossiel te verwijderen voor een moderne studie. Daarom beschreef Smith in 2015 het geslacht van het holotype uit, niet op basis van een neotype. Dat heeft als praktisch belang dat als LEICS G221.1851 anders dan nu gedacht een apart taxon mocht vertegenwoordigen de naam Atychodracon aan het holotype verbonden blijft en voor de Kipper een nieuwe soort benoemd moet worden.
Twee toegewezen specimina bevinden zich in het National Museum of Ireland. Specimen NMING F10194 is een gedeeltelijk skelet met schedel maar zonder onderkaken uit Street. Specimen NMING F8749 is een skelet met beschadigde schedel uit Barrow. Het is aangetast door de "pyrietziekte", dus dat pyrietkristallen die zich na het opgraven door blootstelling aan vocht en zuurstof gevormd hebben, een groter volume innemen dan het het oorspronkelijke materiaal en dit zo vervormen.
Een speciaal is geval is het skelet WARMS 10875 uit Wilmcote dat vroeger vaak aan P. megalocephalus etc. werd toegeschreven. Volgens Smith is het echter een apart taxon dat hij soms als een Atychodracon sp. heeft aangeduid.

## Beschrijving

### Grootte en onderscheidende kenmerken
Atychodracoon is vijf meter lang. Het holotype had een lengte van 4953 millimeter.
In 2015 werd een aantal onderscheidende kenmerken aangegeven. De schedel is relatief groot, een zesde van totale lichaamslengte beslaand. De praemaxillae in de snuit zijn samen ongeveer even lang als breed. Er staan vijf tanden in de praemaxilla. Voor het neusgat ligt een horizontaal gericht kanaal. Het verhemeltebeen raakt het interne neusgat, de choana. De voorste holte tussen de pterygoïden is horizontaal lang en overdwars smal. Het parabasisfsnoïde draagt een lage kiel. De horizontale tak van de onderkaak is naar buiten gebogen. De symfyse van de onderkaken is naar buiten verbreed met een lengte ongeveer gelijk aan de breedte. Op de onderkant van het dentarium liggen bij de symfyse uiteenlopende beenbalken en een lengtekam op de middenlijn. De splenialia dragen bij aan de symfyse en raken de middenlijn op de onderzijde. Op de middenlijn tussen de dentaria ligt een smalle kloof. De achterste binnenkant van de onderkaak wordt doorboord door een groot foramen. Het retroartciculair uitsteeksel van de onderkaak, de hefboom waarmee de muil geopend wordt, draagt een bult op de binnenzijde. Er zijn dertig tot tweeëndertig halswervels (inclusief atlas en draaier) en tweeëndertig staartwervels. De nekribben hebben een voorste uitsteeksel. De (preaxiale) voorrand van het opperarmbeen is recht. De facetten op het opperarmbeen voor het contact met het spaakbeen en de ellepijp zijn slecht gedefinieerd. Het opperarmbeen is iets korter dan het dijbeen. De ellepijp is korter dan het spaakbeen. Het scheenbeen en het kuitbeen zijn ongeveer even lang.

### Skelet

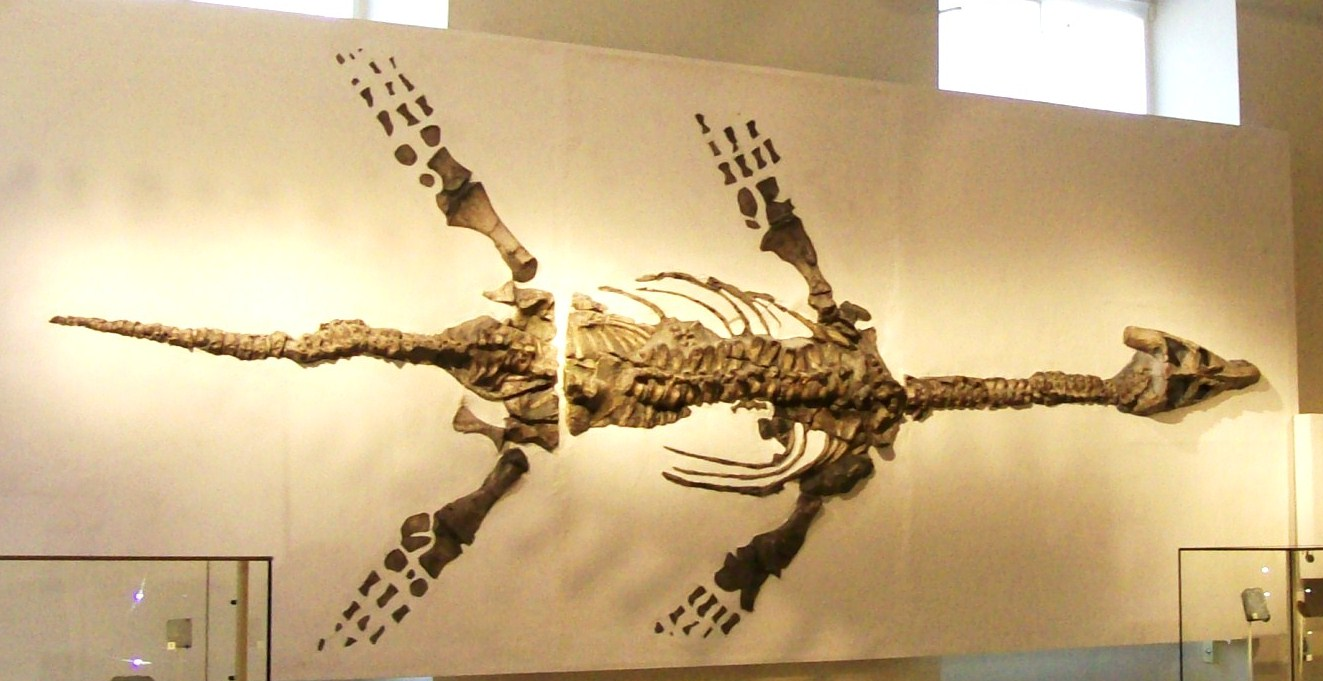
De Barrow Kipper

Het premaxillaire rostrum is bij het holotype elf centimeter lang en breed. Bij sommige toegewezen exemplaren is de snuit langwerpiger. De snuit heeft een voorste verbreding, kennelijk om prooien te grijpen. Tussen de neusgaten ligt een lage middenkam. Van de voorste punt van het neusgat uit loopt een ondiep kanaal over het bovenkaaksbeen, langs de binnenzijde begrensd door de premaxilla, zodanig dat het neusgat ten opzichte van beide elementen verzonken is. Er staan ruwweg vijfentwintig tanden in het bovenkaaksbeen maar het correcte aantal kan niet meer worden vastgesteld. De afgietsels werden gemaakt voordat het verhemelte tussen de onderkaken door verder geprepareerd werd. Smith kon daardoor details uit latere beschrijvingen niet controleren.
De onderkaak is ongeveer drieëntachtig centimeter lang. De onderkaken buigen wat uit elkaar en de mandibula is met 455 millimeter het breedst net voor de kaakgewrichten. De spatelvormige symfyse is relatief lang met 127,1 millimeter en ongeveer even lang als breed, anders dan bij de kortere symfyse van Rhomaleosaurus. Een kloof op de onderzijde raakt de splenialia, anders dan bij Eurycleidus. De splenalia zijn niet vooraan gescheiden door een holte. Het dentarium vormt een duidelijke "kin". Lengtetroggen bevatten aderkanalen. Het tongbeen is 147 millimeter lang.
Er is een dertigtal halswervels en eenendertig tot vierendertig staartwervels.
Het opperarmbeen heeft een rechte voorrand, in tegenstelling tot de holle voorrand bij Eurycleidus. De onderste verbreding wordt zo volledig veroorzaakt door de holle achterrand. Het opperarmbeen is ook als geheel robuuster dan bij Eurycleidus. Het spaakbeen is bovenaan breder dan onderaan, anders dan bij Rhomaleosaurus waar beide uiteinden even breed zijn. Het spaakbeen is wat korter dan het spaakbeen, omgekeerd als bij Eurycleidus. De formule van de bewaarde vingerkootjes is bij het holotype 2-2-3-3-4. Omdat andere rhomaleosauriden veel meer vingerkootjes hebben, vermoedde Smith dat er bij het fossiel meer dan de helft verloren waren gegaan.

## Fylogenie
Atychodracon is vrijwel zeker een lid van de Rhomaleosauridae.
In 2008 publiceerde Smith een analyse waarin het de verschillende specimina als aparte Operational Taxonomic Units invoerde. Dat bewees dat ze inderdaad samen clusterden.
|  | WARWKS G10875 → onbenoemde soort |
|  | |
|  | \| \| BRSMG Cb 2335 (holotype) → Atychodracon megacephalus \| \| \| \| \| \| LEICS G221.1851 (neotype) → toegewezen aan Atychodracon megacephalus \| \| \| \| \| \| NMING F8749 → toegewezen aan Atychodracon megacephalus \| \| \| \| \| \| NMING F10194 → toegewezen aan Atychodracon megacephalus \| \| \| \| \| \| Eurycleidus arcuatus \| \| \| \| |
|  | |
|  | BRSMG Cb 2335 (holotype) → Atychodracon megacephalus |
|  | |
|  | LEICS G221.1851 (neotype) → toegewezen aan Atychodracon megacephalus |
|  | |
|  | NMING F8749 → toegewezen aan Atychodracon megacephalus |
|  | |
|  | NMING F10194 → toegewezen aan Atychodracon megacephalus |
|  | |
|  | Eurycleidus arcuatus |
|  | |

|  | BRSMG Cb 2335 (holotype) → Atychodracon megacephalus                 |
|  |                                                                      |
|  | LEICS G221.1851 (neotype) → toegewezen aan Atychodracon megacephalus |
|  |                                                                      |
|  | NMING F8749 → toegewezen aan Atychodracon megacephalus               |
|  |                                                                      |
|  | NMING F10194 → toegewezen aan Atychodracon megacephalus              |
|  |                                                                      |
|  | Eurycleidus arcuatus                                                 |
|  |                                                                      |

|  | WARWKS G10875 → onbenoemde soort |
|  | |
|  | \| \| BRSMG Cb 2335 (holotype) → Atychodracon megacephalus \| \| \| \| \| \| LEICS G221.1851 (neotype) → toegewezen aan Atychodracon megacephalus \| \| \| \| \| \| NMING F8749 → toegewezen aan Atychodracon megacephalus \| \| \| \| \| \| NMING F10194 → toegewezen aan Atychodracon megacephalus \| \| \| \| \| \| Eurycleidus arcuatus \| \| \| \| |
|  | |
|  | BRSMG Cb 2335 (holotype) → Atychodracon megacephalus |
|  | |
|  | LEICS G221.1851 (neotype) → toegewezen aan Atychodracon megacephalus |
|  | |
|  | NMING F8749 → toegewezen aan Atychodracon megacephalus |
|  | |
|  | NMING F10194 → toegewezen aan Atychodracon megacephalus |
|  | |
|  | Eurycleidus arcuatus |
|  | |

|  | BRSMG Cb 2335 (holotype) → Atychodracon megacephalus                 |
|  |                                                                      |
|  | LEICS G221.1851 (neotype) → toegewezen aan Atychodracon megacephalus |
|  |                                                                      |
|  | NMING F8749 → toegewezen aan Atychodracon megacephalus               |
|  |                                                                      |
|  | NMING F10194 → toegewezen aan Atychodracon megacephalus              |
|  |                                                                      |
|  | Eurycleidus arcuatus                                                 |
|  |                                                                      |

|  | Rhomaleosaurus propinquus                                                             |
|  |                                                                                       |
|  | Rhomaleosaurus zetlandicus                                                            |
|  |                                                                                       |
|  | \| \| Rhomaleosaurus cramptoni \| \| \| \| \| \| Rhomaleosaurus thorntoni \| \| \| \| |
|  |                                                                                       |
|  | Rhomaleosaurus cramptoni                                                              |
|  |                                                                                       |
|  | Rhomaleosaurus thorntoni                                                              |
|  |                                                                                       |

|  | Rhomaleosaurus cramptoni |
|  |                          |
|  | Rhomaleosaurus thorntoni |
|  |                          |

|  | Rhomaleosaurus propinquus                                                             |
|  |                                                                                       |
|  | Rhomaleosaurus zetlandicus                                                            |
|  |                                                                                       |
|  | \| \| Rhomaleosaurus cramptoni \| \| \| \| \| \| Rhomaleosaurus thorntoni \| \| \| \| |
|  |                                                                                       |
|  | Rhomaleosaurus cramptoni                                                              |
|  |                                                                                       |
|  | Rhomaleosaurus thorntoni                                                              |
|  |                                                                                       |

|  | Rhomaleosaurus cramptoni |
|  |                          |
|  | Rhomaleosaurus thorntoni |
|  |                          |

|  | Rhomaleosaurus propinquus                                                             |
|  |                                                                                       |
|  | Rhomaleosaurus zetlandicus                                                            |
|  |                                                                                       |
|  | \| \| Rhomaleosaurus cramptoni \| \| \| \| \| \| Rhomaleosaurus thorntoni \| \| \| \| |
|  |                                                                                       |
|  | Rhomaleosaurus cramptoni                                                              |
|  |                                                                                       |
|  | Rhomaleosaurus thorntoni                                                              |
|  |                                                                                       |

|  | Rhomaleosaurus cramptoni |
|  |                          |
|  | Rhomaleosaurus thorntoni |
|  |                          |

|  | Rhomaleosaurus propinquus                                                             |
|  |                                                                                       |
|  | Rhomaleosaurus zetlandicus                                                            |
|  |                                                                                       |
|  | \| \| Rhomaleosaurus cramptoni \| \| \| \| \| \| Rhomaleosaurus thorntoni \| \| \| \| |
|  |                                                                                       |
|  | Rhomaleosaurus cramptoni                                                              |
|  |                                                                                       |
|  | Rhomaleosaurus thorntoni                                                              |
|  |                                                                                       |

|  | Rhomaleosaurus cramptoni |
|  |                          |
|  | Rhomaleosaurus thorntoni |
|  |                          |

|  | Rhomaleosaurus propinquus                                                             |
|  |                                                                                       |
|  | Rhomaleosaurus zetlandicus                                                            |
|  |                                                                                       |
|  | \| \| Rhomaleosaurus cramptoni \| \| \| \| \| \| Rhomaleosaurus thorntoni \| \| \| \| |
|  |                                                                                       |
|  | Rhomaleosaurus cramptoni                                                              |
|  |                                                                                       |
|  | Rhomaleosaurus thorntoni                                                              |
|  |                                                                                       |

|  | Rhomaleosaurus cramptoni |
|  |                          |
|  | Rhomaleosaurus thorntoni |
|  |                          |

|  | Rhomaleosaurus propinquus                                                             |
|  |                                                                                       |
|  | Rhomaleosaurus zetlandicus                                                            |
|  |                                                                                       |
|  | \| \| Rhomaleosaurus cramptoni \| \| \| \| \| \| Rhomaleosaurus thorntoni \| \| \| \| |
|  |                                                                                       |
|  | Rhomaleosaurus cramptoni                                                              |
|  |                                                                                       |
|  | Rhomaleosaurus thorntoni                                                              |
|  |                                                                                       |

|  | Rhomaleosaurus cramptoni |
|  |                          |
|  | Rhomaleosaurus thorntoni |
|  |                          |

|  | Rhomaleosaurus propinquus                                                             |
|  |                                                                                       |
|  | Rhomaleosaurus zetlandicus                                                            |
|  |                                                                                       |
|  | \| \| Rhomaleosaurus cramptoni \| \| \| \| \| \| Rhomaleosaurus thorntoni \| \| \| \| |
|  |                                                                                       |
|  | Rhomaleosaurus cramptoni                                                              |
|  |                                                                                       |
|  | Rhomaleosaurus thorntoni                                                              |
|  |                                                                                       |

|  | Rhomaleosaurus cramptoni |
|  |                          |
|  | Rhomaleosaurus thorntoni |
|  |                          |

|  | Rhomaleosaurus propinquus                                                             |
|  |                                                                                       |
|  | Rhomaleosaurus zetlandicus                                                            |
|  |                                                                                       |
|  | \| \| Rhomaleosaurus cramptoni \| \| \| \| \| \| Rhomaleosaurus thorntoni \| \| \| \| |
|  |                                                                                       |
|  | Rhomaleosaurus cramptoni                                                              |
|  |                                                                                       |
|  | Rhomaleosaurus thorntoni                                                              |
|  |                                                                                       |

|  | Rhomaleosaurus cramptoni |
|  |                          |
|  | Rhomaleosaurus thorntoni |
|  |                          |

|  | WARWKS G10875 → onbenoemde soort |
|  | |
|  | \| \| BRSMG Cb 2335 (holotype) → Atychodracon megacephalus \| \| \| \| \| \| LEICS G221.1851 (neotype) → toegewezen aan Atychodracon megacephalus \| \| \| \| \| \| NMING F8749 → toegewezen aan Atychodracon megacephalus \| \| \| \| \| \| NMING F10194 → toegewezen aan Atychodracon megacephalus \| \| \| \| \| \| Eurycleidus arcuatus \| \| \| \| |
|  | |
|  | BRSMG Cb 2335 (holotype) → Atychodracon megacephalus |
|  | |
|  | LEICS G221.1851 (neotype) → toegewezen aan Atychodracon megacephalus |
|  | |
|  | NMING F8749 → toegewezen aan Atychodracon megacephalus |
|  | |
|  | NMING F10194 → toegewezen aan Atychodracon megacephalus |
|  | |
|  | Eurycleidus arcuatus |
|  | |

|  | BRSMG Cb 2335 (holotype) → Atychodracon megacephalus                 |
|  |                                                                      |
|  | LEICS G221.1851 (neotype) → toegewezen aan Atychodracon megacephalus |
|  |                                                                      |
|  | NMING F8749 → toegewezen aan Atychodracon megacephalus               |
|  |                                                                      |
|  | NMING F10194 → toegewezen aan Atychodracon megacephalus              |
|  |                                                                      |
|  | Eurycleidus arcuatus                                                 |
|  |                                                                      |

|  | WARWKS G10875 → onbenoemde soort |
|  | |
|  | \| \| BRSMG Cb 2335 (holotype) → Atychodracon megacephalus \| \| \| \| \| \| LEICS G221.1851 (neotype) → toegewezen aan Atychodracon megacephalus \| \| \| \| \| \| NMING F8749 → toegewezen aan Atychodracon megacephalus \| \| \| \| \| \| NMING F10194 → toegewezen aan Atychodracon megacephalus \| \| \| \| \| \| Eurycleidus arcuatus \| \| \| \| |
|  | |
|  | BRSMG Cb 2335 (holotype) → Atychodracon megacephalus |
|  | |
|  | LEICS G221.1851 (neotype) → toegewezen aan Atychodracon megacephalus |
|  | |
|  | NMING F8749 → toegewezen aan Atychodracon megacephalus |
|  | |
|  | NMING F10194 → toegewezen aan Atychodracon megacephalus |
|  | |
|  | Eurycleidus arcuatus |
|  | |

|  | BRSMG Cb 2335 (holotype) → Atychodracon megacephalus                 |
|  |                                                                      |
|  | LEICS G221.1851 (neotype) → toegewezen aan Atychodracon megacephalus |
|  |                                                                      |
|  | NMING F8749 → toegewezen aan Atychodracon megacephalus               |
|  |                                                                      |
|  | NMING F10194 → toegewezen aan Atychodracon megacephalus              |
|  |                                                                      |
|  | Eurycleidus arcuatus                                                 |
|  |                                                                      |

|  | Rhomaleosaurus propinquus                                                             |
|  |                                                                                       |
|  | Rhomaleosaurus zetlandicus                                                            |
|  |                                                                                       |
|  | \| \| Rhomaleosaurus cramptoni \| \| \| \| \| \| Rhomaleosaurus thorntoni \| \| \| \| |
|  |                                                                                       |
|  | Rhomaleosaurus cramptoni                                                              |
|  |                                                                                       |
|  | Rhomaleosaurus thorntoni                                                              |
|  |                                                                                       |

|  | Rhomaleosaurus cramptoni |
|  |                          |
|  | Rhomaleosaurus thorntoni |
|  |                          |

|  | Rhomaleosaurus propinquus                                                             |
|  |                                                                                       |
|  | Rhomaleosaurus zetlandicus                                                            |
|  |                                                                                       |
|  | \| \| Rhomaleosaurus cramptoni \| \| \| \| \| \| Rhomaleosaurus thorntoni \| \| \| \| |
|  |                                                                                       |
|  | Rhomaleosaurus cramptoni                                                              |
|  |                                                                                       |
|  | Rhomaleosaurus thorntoni                                                              |
|  |                                                                                       |

|  | Rhomaleosaurus cramptoni |
|  |                          |
|  | Rhomaleosaurus thorntoni |
|  |                          |

|  | Rhomaleosaurus propinquus                                                             |
|  |                                                                                       |
|  | Rhomaleosaurus zetlandicus                                                            |
|  |                                                                                       |
|  | \| \| Rhomaleosaurus cramptoni \| \| \| \| \| \| Rhomaleosaurus thorntoni \| \| \| \| |
|  |                                                                                       |
|  | Rhomaleosaurus cramptoni                                                              |
|  |                                                                                       |
|  | Rhomaleosaurus thorntoni                                                              |
|  |                                                                                       |

|  | Rhomaleosaurus cramptoni |
|  |                          |
|  | Rhomaleosaurus thorntoni |
|  |                          |

|  | Rhomaleosaurus propinquus                                                             |
|  |                                                                                       |
|  | Rhomaleosaurus zetlandicus                                                            |
|  |                                                                                       |
|  | \| \| Rhomaleosaurus cramptoni \| \| \| \| \| \| Rhomaleosaurus thorntoni \| \| \| \| |
|  |                                                                                       |
|  | Rhomaleosaurus cramptoni                                                              |
|  |                                                                                       |
|  | Rhomaleosaurus thorntoni                                                              |
|  |                                                                                       |

|  | Rhomaleosaurus cramptoni |
|  |                          |
|  | Rhomaleosaurus thorntoni |
|  |                          |

|  | Rhomaleosaurus propinquus                                                             |
|  |                                                                                       |
|  | Rhomaleosaurus zetlandicus                                                            |
|  |                                                                                       |
|  | \| \| Rhomaleosaurus cramptoni \| \| \| \| \| \| Rhomaleosaurus thorntoni \| \| \| \| |
|  |                                                                                       |
|  | Rhomaleosaurus cramptoni                                                              |
|  |                                                                                       |
|  | Rhomaleosaurus thorntoni                                                              |
|  |                                                                                       |

|  | Rhomaleosaurus cramptoni |
|  |                          |
|  | Rhomaleosaurus thorntoni |
|  |                          |

|  | Rhomaleosaurus propinquus                                                             |
|  |                                                                                       |
|  | Rhomaleosaurus zetlandicus                                                            |
|  |                                                                                       |
|  | \| \| Rhomaleosaurus cramptoni \| \| \| \| \| \| Rhomaleosaurus thorntoni \| \| \| \| |
|  |                                                                                       |
|  | Rhomaleosaurus cramptoni                                                              |
|  |                                                                                       |
|  | Rhomaleosaurus thorntoni                                                              |
|  |                                                                                       |

|  | Rhomaleosaurus cramptoni |
|  |                          |
|  | Rhomaleosaurus thorntoni |
|  |                          |

|  | Rhomaleosaurus propinquus                                                             |
|  |                                                                                       |
|  | Rhomaleosaurus zetlandicus                                                            |
|  |                                                                                       |
|  | \| \| Rhomaleosaurus cramptoni \| \| \| \| \| \| Rhomaleosaurus thorntoni \| \| \| \| |
|  |                                                                                       |
|  | Rhomaleosaurus cramptoni                                                              |
|  |                                                                                       |
|  | Rhomaleosaurus thorntoni                                                              |
|  |                                                                                       |

|  | Rhomaleosaurus cramptoni |
|  |                          |
|  | Rhomaleosaurus thorntoni |
|  |                          |

|  | Rhomaleosaurus propinquus                                                             |
|  |                                                                                       |
|  | Rhomaleosaurus zetlandicus                                                            |
|  |                                                                                       |
|  | \| \| Rhomaleosaurus cramptoni \| \| \| \| \| \| Rhomaleosaurus thorntoni \| \| \| \| |
|  |                                                                                       |
|  | Rhomaleosaurus cramptoni                                                              |
|  |                                                                                       |
|  | Rhomaleosaurus thorntoni                                                              |
|  |                                                                                       |

|  | Rhomaleosaurus cramptoni |
|  |                          |
|  | Rhomaleosaurus thorntoni |
|  |                          |

|  | WARWKS G10875 → onbenoemde soort |
|  | |
|  | \| \| BRSMG Cb 2335 (holotype) → Atychodracon megacephalus \| \| \| \| \| \| LEICS G221.1851 (neotype) → toegewezen aan Atychodracon megacephalus \| \| \| \| \| \| NMING F8749 → toegewezen aan Atychodracon megacephalus \| \| \| \| \| \| NMING F10194 → toegewezen aan Atychodracon megacephalus \| \| \| \| \| \| Eurycleidus arcuatus \| \| \| \| |
|  | |
|  | BRSMG Cb 2335 (holotype) → Atychodracon megacephalus |
|  | |
|  | LEICS G221.1851 (neotype) → toegewezen aan Atychodracon megacephalus |
|  | |
|  | NMING F8749 → toegewezen aan Atychodracon megacephalus |
|  | |
|  | NMING F10194 → toegewezen aan Atychodracon megacephalus |
|  | |
|  | Eurycleidus arcuatus |
|  | |

|  | BRSMG Cb 2335 (holotype) → Atychodracon megacephalus                 |
|  |                                                                      |
|  | LEICS G221.1851 (neotype) → toegewezen aan Atychodracon megacephalus |
|  |                                                                      |
|  | NMING F8749 → toegewezen aan Atychodracon megacephalus               |
|  |                                                                      |
|  | NMING F10194 → toegewezen aan Atychodracon megacephalus              |
|  |                                                                      |
|  | Eurycleidus arcuatus                                                 |
|  |                                                                      |

|  | WARWKS G10875 → onbenoemde soort |
|  | |
|  | \| \| BRSMG Cb 2335 (holotype) → Atychodracon megacephalus \| \| \| \| \| \| LEICS G221.1851 (neotype) → toegewezen aan Atychodracon megacephalus \| \| \| \| \| \| NMING F8749 → toegewezen aan Atychodracon megacephalus \| \| \| \| \| \| NMING F10194 → toegewezen aan Atychodracon megacephalus \| \| \| \| \| \| Eurycleidus arcuatus \| \| \| \| |
|  | |
|  | BRSMG Cb 2335 (holotype) → Atychodracon megacephalus |
|  | |
|  | LEICS G221.1851 (neotype) → toegewezen aan Atychodracon megacephalus |
|  | |
|  | NMING F8749 → toegewezen aan Atychodracon megacephalus |
|  | |
|  | NMING F10194 → toegewezen aan Atychodracon megacephalus |
|  | |
|  | Eurycleidus arcuatus |
|  | |

|  | BRSMG Cb 2335 (holotype) → Atychodracon megacephalus                 |
|  |                                                                      |
|  | LEICS G221.1851 (neotype) → toegewezen aan Atychodracon megacephalus |
|  |                                                                      |
|  | NMING F8749 → toegewezen aan Atychodracon megacephalus               |
|  |                                                                      |
|  | NMING F10194 → toegewezen aan Atychodracon megacephalus              |
|  |                                                                      |
|  | Eurycleidus arcuatus                                                 |
|  |                                                                      |

|  | Rhomaleosaurus propinquus                                                             |
|  |                                                                                       |
|  | Rhomaleosaurus zetlandicus                                                            |
|  |                                                                                       |
|  | \| \| Rhomaleosaurus cramptoni \| \| \| \| \| \| Rhomaleosaurus thorntoni \| \| \| \| |
|  |                                                                                       |
|  | Rhomaleosaurus cramptoni                                                              |
|  |                                                                                       |
|  | Rhomaleosaurus thorntoni                                                              |
|  |                                                                                       |

|  | Rhomaleosaurus cramptoni |
|  |                          |
|  | Rhomaleosaurus thorntoni |
|  |                          |

|  | Rhomaleosaurus propinquus                                                             |
|  |                                                                                       |
|  | Rhomaleosaurus zetlandicus                                                            |
|  |                                                                                       |
|  | \| \| Rhomaleosaurus cramptoni \| \| \| \| \| \| Rhomaleosaurus thorntoni \| \| \| \| |
|  |                                                                                       |
|  | Rhomaleosaurus cramptoni                                                              |
|  |                                                                                       |
|  | Rhomaleosaurus thorntoni                                                              |
|  |                                                                                       |

|  | Rhomaleosaurus cramptoni |
|  |                          |
|  | Rhomaleosaurus thorntoni |
|  |                          |

|  | Rhomaleosaurus propinquus                                                             |
|  |                                                                                       |
|  | Rhomaleosaurus zetlandicus                                                            |
|  |                                                                                       |
|  | \| \| Rhomaleosaurus cramptoni \| \| \| \| \| \| Rhomaleosaurus thorntoni \| \| \| \| |
|  |                                                                                       |
|  | Rhomaleosaurus cramptoni                                                              |
|  |                                                                                       |
|  | Rhomaleosaurus thorntoni                                                              |
|  |                                                                                       |

|  | Rhomaleosaurus cramptoni |
|  |                          |
|  | Rhomaleosaurus thorntoni |
|  |                          |

|  | Rhomaleosaurus propinquus                                                             |
|  |                                                                                       |
|  | Rhomaleosaurus zetlandicus                                                            |
|  |                                                                                       |
|  | \| \| Rhomaleosaurus cramptoni \| \| \| \| \| \| Rhomaleosaurus thorntoni \| \| \| \| |
|  |                                                                                       |
|  | Rhomaleosaurus cramptoni                                                              |
|  |                                                                                       |
|  | Rhomaleosaurus thorntoni                                                              |
|  |                                                                                       |

|  | Rhomaleosaurus cramptoni |
|  |                          |
|  | Rhomaleosaurus thorntoni |
|  |                          |

|  | Rhomaleosaurus propinquus                                                             |
|  |                                                                                       |
|  | Rhomaleosaurus zetlandicus                                                            |
|  |                                                                                       |
|  | \| \| Rhomaleosaurus cramptoni \| \| \| \| \| \| Rhomaleosaurus thorntoni \| \| \| \| |
|  |                                                                                       |
|  | Rhomaleosaurus cramptoni                                                              |
|  |                                                                                       |
|  | Rhomaleosaurus thorntoni                                                              |
|  |                                                                                       |

|  | Rhomaleosaurus cramptoni |
|  |                          |
|  | Rhomaleosaurus thorntoni |
|  |                          |

|  | Rhomaleosaurus propinquus                                                             |
|  |                                                                                       |
|  | Rhomaleosaurus zetlandicus                                                            |
|  |                                                                                       |
|  | \| \| Rhomaleosaurus cramptoni \| \| \| \| \| \| Rhomaleosaurus thorntoni \| \| \| \| |
|  |                                                                                       |
|  | Rhomaleosaurus cramptoni                                                              |
|  |                                                                                       |
|  | Rhomaleosaurus thorntoni                                                              |
|  |                                                                                       |

|  | Rhomaleosaurus cramptoni |
|  |                          |
|  | Rhomaleosaurus thorntoni |
|  |                          |

|  | Rhomaleosaurus propinquus                                                             |
|  |                                                                                       |
|  | Rhomaleosaurus zetlandicus                                                            |
|  |                                                                                       |
|  | \| \| Rhomaleosaurus cramptoni \| \| \| \| \| \| Rhomaleosaurus thorntoni \| \| \| \| |
|  |                                                                                       |
|  | Rhomaleosaurus cramptoni                                                              |
|  |                                                                                       |
|  | Rhomaleosaurus thorntoni                                                              |
|  |                                                                                       |

|  | Rhomaleosaurus cramptoni |
|  |                          |
|  | Rhomaleosaurus thorntoni |
|  |                          |

|  | Rhomaleosaurus propinquus                                                             |
|  |                                                                                       |
|  | Rhomaleosaurus zetlandicus                                                            |
|  |                                                                                       |
|  | \| \| Rhomaleosaurus cramptoni \| \| \| \| \| \| Rhomaleosaurus thorntoni \| \| \| \| |
|  |                                                                                       |
|  | Rhomaleosaurus cramptoni                                                              |
|  |                                                                                       |
|  | Rhomaleosaurus thorntoni                                                              |
|  |                                                                                       |

|  | Rhomaleosaurus cramptoni |
|  |                          |
|  | Rhomaleosaurus thorntoni |
|  |                          |

|  | WARWKS G10875 → onbenoemde soort |
|  | |
|  | \| \| BRSMG Cb 2335 (holotype) → Atychodracon megacephalus \| \| \| \| \| \| LEICS G221.1851 (neotype) → toegewezen aan Atychodracon megacephalus \| \| \| \| \| \| NMING F8749 → toegewezen aan Atychodracon megacephalus \| \| \| \| \| \| NMING F10194 → toegewezen aan Atychodracon megacephalus \| \| \| \| \| \| Eurycleidus arcuatus \| \| \| \| |
|  | |
|  | BRSMG Cb 2335 (holotype) → Atychodracon megacephalus |
|  | |
|  | LEICS G221.1851 (neotype) → toegewezen aan Atychodracon megacephalus |
|  | |
|  | NMING F8749 → toegewezen aan Atychodracon megacephalus |
|  | |
|  | NMING F10194 → toegewezen aan Atychodracon megacephalus |
|  | |
|  | Eurycleidus arcuatus |
|  | |

|  | BRSMG Cb 2335 (holotype) → Atychodracon megacephalus                 |
|  |                                                                      |
|  | LEICS G221.1851 (neotype) → toegewezen aan Atychodracon megacephalus |
|  |                                                                      |
|  | NMING F8749 → toegewezen aan Atychodracon megacephalus               |
|  |                                                                      |
|  | NMING F10194 → toegewezen aan Atychodracon megacephalus              |
|  |                                                                      |
|  | Eurycleidus arcuatus                                                 |
|  |                                                                      |

|  | WARWKS G10875 → onbenoemde soort |
|  | |
|  | \| \| BRSMG Cb 2335 (holotype) → Atychodracon megacephalus \| \| \| \| \| \| LEICS G221.1851 (neotype) → toegewezen aan Atychodracon megacephalus \| \| \| \| \| \| NMING F8749 → toegewezen aan Atychodracon megacephalus \| \| \| \| \| \| NMING F10194 → toegewezen aan Atychodracon megacephalus \| \| \| \| \| \| Eurycleidus arcuatus \| \| \| \| |
|  | |
|  | BRSMG Cb 2335 (holotype) → Atychodracon megacephalus |
|  | |
|  | LEICS G221.1851 (neotype) → toegewezen aan Atychodracon megacephalus |
|  | |
|  | NMING F8749 → toegewezen aan Atychodracon megacephalus |
|  | |
|  | NMING F10194 → toegewezen aan Atychodracon megacephalus |
|  | |
|  | Eurycleidus arcuatus |
|  | |

|  | BRSMG Cb 2335 (holotype) → Atychodracon megacephalus                 |
|  |                                                                      |
|  | LEICS G221.1851 (neotype) → toegewezen aan Atychodracon megacephalus |
|  |                                                                      |
|  | NMING F8749 → toegewezen aan Atychodracon megacephalus               |
|  |                                                                      |
|  | NMING F10194 → toegewezen aan Atychodracon megacephalus              |
|  |                                                                      |
|  | Eurycleidus arcuatus                                                 |
|  |                                                                      |

|  | Rhomaleosaurus propinquus                                                             |
|  |                                                                                       |
|  | Rhomaleosaurus zetlandicus                                                            |
|  |                                                                                       |
|  | \| \| Rhomaleosaurus cramptoni \| \| \| \| \| \| Rhomaleosaurus thorntoni \| \| \| \| |
|  |                                                                                       |
|  | Rhomaleosaurus cramptoni                                                              |
|  |                                                                                       |
|  | Rhomaleosaurus thorntoni                                                              |
|  |                                                                                       |

|  | Rhomaleosaurus cramptoni |
|  |                          |
|  | Rhomaleosaurus thorntoni |
|  |                          |

|  | Rhomaleosaurus propinquus                                                             |
|  |                                                                                       |
|  | Rhomaleosaurus zetlandicus                                                            |
|  |                                                                                       |
|  | \| \| Rhomaleosaurus cramptoni \| \| \| \| \| \| Rhomaleosaurus thorntoni \| \| \| \| |
|  |                                                                                       |
|  | Rhomaleosaurus cramptoni                                                              |
|  |                                                                                       |
|  | Rhomaleosaurus thorntoni                                                              |
|  |                                                                                       |

|  | Rhomaleosaurus cramptoni |
|  |                          |
|  | Rhomaleosaurus thorntoni |
|  |                          |

|  | Rhomaleosaurus propinquus                                                             |
|  |                                                                                       |
|  | Rhomaleosaurus zetlandicus                                                            |
|  |                                                                                       |
|  | \| \| Rhomaleosaurus cramptoni \| \| \| \| \| \| Rhomaleosaurus thorntoni \| \| \| \| |
|  |                                                                                       |
|  | Rhomaleosaurus cramptoni                                                              |
|  |                                                                                       |
|  | Rhomaleosaurus thorntoni                                                              |
|  |                                                                                       |

|  | Rhomaleosaurus cramptoni |
|  |                          |
|  | Rhomaleosaurus thorntoni |
|  |                          |

|  | Rhomaleosaurus propinquus                                                             |
|  |                                                                                       |
|  | Rhomaleosaurus zetlandicus                                                            |
|  |                                                                                       |
|  | \| \| Rhomaleosaurus cramptoni \| \| \| \| \| \| Rhomaleosaurus thorntoni \| \| \| \| |
|  |                                                                                       |
|  | Rhomaleosaurus cramptoni                                                              |
|  |                                                                                       |
|  | Rhomaleosaurus thorntoni                                                              |
|  |                                                                                       |

|  | Rhomaleosaurus cramptoni |
|  |                          |
|  | Rhomaleosaurus thorntoni |
|  |                          |

|  | Rhomaleosaurus propinquus                                                             |
|  |                                                                                       |
|  | Rhomaleosaurus zetlandicus                                                            |
|  |                                                                                       |
|  | \| \| Rhomaleosaurus cramptoni \| \| \| \| \| \| Rhomaleosaurus thorntoni \| \| \| \| |
|  |                                                                                       |
|  | Rhomaleosaurus cramptoni                                                              |
|  |                                                                                       |
|  | Rhomaleosaurus thorntoni                                                              |
|  |                                                                                       |

|  | Rhomaleosaurus cramptoni |
|  |                          |
|  | Rhomaleosaurus thorntoni |
|  |                          |

|  | Rhomaleosaurus propinquus                                                             |
|  |                                                                                       |
|  | Rhomaleosaurus zetlandicus                                                            |
|  |                                                                                       |
|  | \| \| Rhomaleosaurus cramptoni \| \| \| \| \| \| Rhomaleosaurus thorntoni \| \| \| \| |
|  |                                                                                       |
|  | Rhomaleosaurus cramptoni                                                              |
|  |                                                                                       |
|  | Rhomaleosaurus thorntoni                                                              |
|  |                                                                                       |

|  | Rhomaleosaurus cramptoni |
|  |                          |
|  | Rhomaleosaurus thorntoni |
|  |                          |

|  | Rhomaleosaurus propinquus                                                             |
|  |                                                                                       |
|  | Rhomaleosaurus zetlandicus                                                            |
|  |                                                                                       |
|  | \| \| Rhomaleosaurus cramptoni \| \| \| \| \| \| Rhomaleosaurus thorntoni \| \| \| \| |
|  |                                                                                       |
|  | Rhomaleosaurus cramptoni                                                              |
|  |                                                                                       |
|  | Rhomaleosaurus thorntoni                                                              |
|  |                                                                                       |

|  | Rhomaleosaurus cramptoni |
|  |                          |
|  | Rhomaleosaurus thorntoni |
|  |                          |

|  | Rhomaleosaurus propinquus                                                             |
|  |                                                                                       |
|  | Rhomaleosaurus zetlandicus                                                            |
|  |                                                                                       |
|  | \| \| Rhomaleosaurus cramptoni \| \| \| \| \| \| Rhomaleosaurus thorntoni \| \| \| \| |
|  |                                                                                       |
|  | Rhomaleosaurus cramptoni                                                              |
|  |                                                                                       |
|  | Rhomaleosaurus thorntoni                                                              |
|  |                                                                                       |

|  | Rhomaleosaurus cramptoni |
|  |                          |
|  | Rhomaleosaurus thorntoni |
|  |                          |